# Proton (軟體)
Proton是一套讓原先在Microsoft Windows上執行的遊戲可以在以Linux為基礎的作業系統上執行的兼容层。Proton由Valve與CodeWeavers根據合約合作開發。其以Wine其中一個分支為基礎，並包含許多修補程式與函式庫以改善效能以及與Windows遊戲的相容性。Proton以「Steam Play」之名整合到了Steam客戶端。

## 概覽
Proton最初於2018年8月21日發布。發布後，Valve公佈了一個包含27款遊戲的白名單，這些遊戲經過測試與認證，可以像同類的Windows原生遊戲那樣執行，而且不需要使用者自行調整。其中包含了2016年的《毀滅戰士》、《雷神之鎚》以及《Final Fantasy VI》。
Proton整合了多個可改善3D效能的函式庫。其中包含了Direct3D到Vulkan的轉換層，亦即用於Direct3D 9、10與11的DXVK，以及用於Direct3D的VKD3D-Proton。先前曾有名為D9VK的獨立函式庫處理Direct3D 9支援，但在2019年12月時，其被合併至DXVK。

## 相容性
作為Wine的分支，Proton與其上游版本保持了對多數Windows應用程式非常相似的相容性。除了官方白名單以外，也有許多其他Windows遊戲被回報為可相容，雖然官方並未正式公告支援。使用者可以選擇為特定遊戲強制使用Proton，即便其已有原生Linux版本也可以。

### ProtonDB
ProtonDB是一個非官方的社群網站，其蒐集並顯示了使用者回報的資訊，敘述了特定的程式與Proton的相容性，評分等級從「垃圾」到「白金」。此網站的靈感來自於WineHQ AppDB，其也蒐集並顯示使用者回報的相容性資訊，並使用類似的評分等級系統。

## 發布歷史
其版本號是指其以哪個上游的Wine版本作為基底版本，並帶有修補程式的版本號碼。
Proton通常會落後上游的Wine數個版本。也有非官方的分支版本，例如Proton GE，目標是將Proton重定基底為較新的上游Wine版本，與官方版本相比，可能會改善對某些遊戲的相容性，但有時也可能會使其變差。
2020年12月，Valve釋出了Proton Experimental，此為Proton的永久測試分支，其會比一般版本更快包含新功能與漏洞修復，而這些新功能與bug修復最終也會進入一般版本。
Steam Deck使用了Proton。

## 外部連結
- ProtonDB （页面存档备份，存于） —— 遊戲相容性資料的社群資料庫